# Communauté de communes les Villages de la Forêt
La Communauté de communes des Villages de la Forêt est une ancienne communauté de communes française, située dans le département du Cher. Elle a fusionné le 1er janvier 2020 avec la Communauté de communes Vierzon-Sologne-Berry pour former la communauté de communes Vierzon-Sologne-Berry et Villages de la Forêt.

## Historique
La communauté de communes a été créée le 1er janvier 1999.
Le 15 décembre 2006 : modification des compétences
Conformément à la demande de son conseil communautaire formulée à l'unanimité, elle a fusionné avec la Communauté de communes Vierzon-Sologne-Berry pour former la communauté de communes Vierzon-Sologne-Berry et Villages de la Forêt,,,.

## Territoire communautaire

### Géographie physique
Située au nord du département du Cher, la communauté de communes les Villages de la Forêt regroupait 5 communes et présentait une superficie de 289,9 km2.

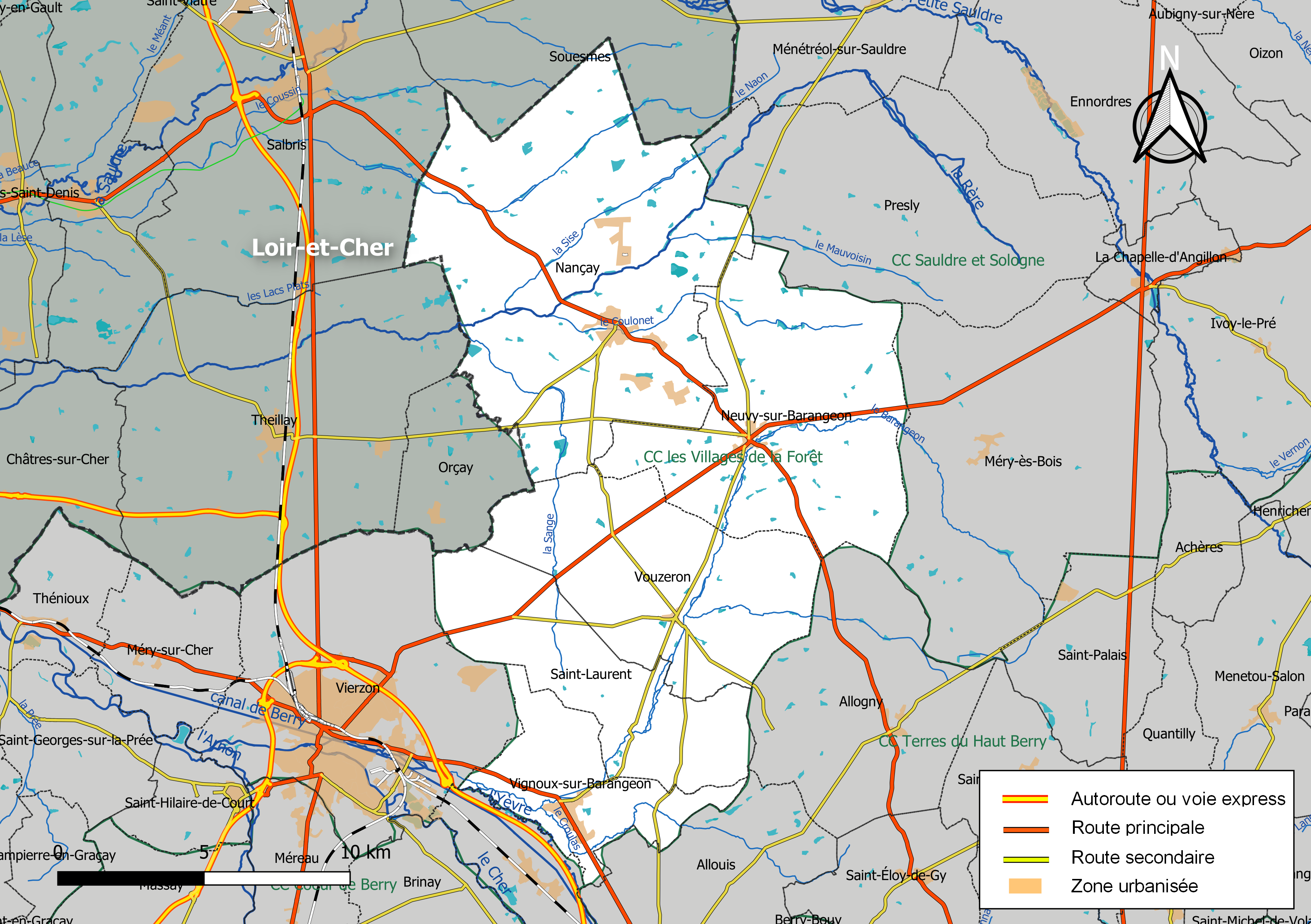
Carte de la communauté de communes les Villages de la Forêt au 1er janvier 2019.

### Composition
L'intercommunalité regroupait en 2019 les 5 communes suivantes

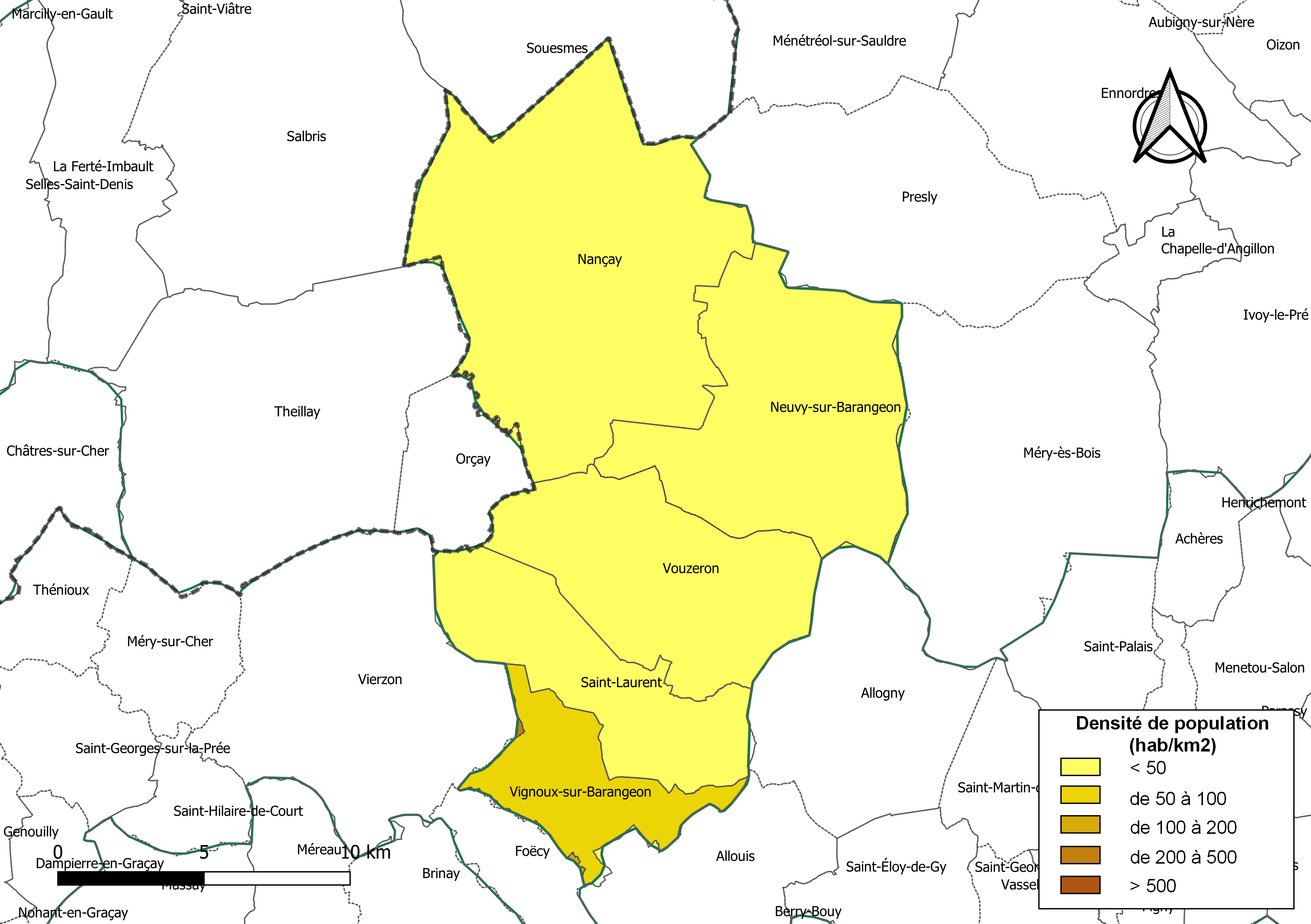
Carte des densités de population (millésimée 2016) des communes de la communauté de communes les Villages de la Forêt. Composition en communes au 1er janvier 2019.

| Nom                         | Code Insee | Gentilé       | Superficie (km2) | Population (dernière pop. légale) | Densité (hab./km2) |
| --------------------------- | ---------- | ------------- | ---------------- | --------------------------------- | ------------------ |
| Neuvy-sur-Barangeon (siège) | 18165      | Neuvycéens    | 67,34            | 1 114 (2022)                      | 17                 |
| Nançay                      | 18159      | Nançayais     | 106,33           | 768 (2022)                        | 7,2                |
| Saint-Laurent               | 18219      | Laurentais    | 38,72            | 511 (2022)                        | 13                 |
| Vignoux-sur-Barangeon       | 18281      | Barangeonnais | 24,87            | 2 061 (2022)                      | 83                 |
| Vouzeron                    | 18290      | Vouzeronnais  | 52,63            | 582 (2022)                        | 11                 |

### Démographie
| 1968  | 1975  | 1982  | 1990  | 1999  | 2006  | 2011  | 2016  |
| ----- | ----- | ----- | ----- | ----- | ----- | ----- | ----- |
| 3 650 | 3 526 | 4 117 | 4 644 | 4 582 | 5 033 | 5 254 | 5 238 |

## Organisation

### Siège
Le siège de l'intercommunalité était à Neuvy-sur-Barangeon, Le Moulin Gentil.

### Élus
La communauté de communes était administrée par son conseil communautaire, composé de  conseillers municipaux représentant les communes membres.
À la suite des élections municipales partielles de Vignoux-sur-Barangeon, la composition du conseil communautaire pour 2016-2020 est fixée par un arrêté préfectoral du 3 mars 2016 comme suit : 

- 9 sièges pour Vignoux-sur-Barangeon ;

- 5 sièges pour Neuvy-sur-Barangeon ;

- 4 sièges pour Nançay ; 

- 2 sièges pour Saint-Laurent et Vouzeron.

### Liste des présidents
En 2019, la présidente de l'intercommunalité était Ghislaine Jenneau, maire-adjointe de Neuvy-sur-Barangeon.
| Période                                  | Période          | Identité            | Étiquette | Qualité                               |
| ---------------------------------------- | ---------------- | ------------------- | --------- | ------------------------------------- |
| Les données manquantes sont à compléter. |                  |                     |           |                                       |
| 2001                                     | 23 avril 2014    | Jean-Marie Jouannet |           | Maire de Vouzeron                     |
| 23 avril 2014                            | 31 décembre 2019 | Ghislaine Jenneau   |           | Maire-adjointe de Neuvy-sur-Barangeon |

### Compétences
L'intercommunalité exerçait les compétences qui lui avaient été transférées par le communes membres, dans les conditions déterminées par le code général des collectivités territoriales. Il s'agissait de  :
- Aménagement de l'espace
  - Organisation des transports non urbains (à titre facultatif)
  - Schéma de secteur (à titre obligatoire)
- Développement et aménagement économique
  - Action de développement économique (Soutien des activités industrielles, commerciales ou de l'emploi, soutien des activités agricoles et forestières...) (à titre obligatoire)
  - Création, aménagement, entretien et gestion de zone d'activités industrielle, commerciale, tertiaire, artisanale ou touristique (à titre obligatoire)
  - Tourisme (à titre obligatoire)
- Développement et aménagement social et culturel - Transport scolaire (à titre facultatif)
- Énergie - Production, distribution d'énergie (à titre facultatif)
- Environnement
  - Collecte des déchets des ménages et déchets assimilés (à titre optionnel)
  - Traitement des déchets des ménages et déchets assimilés (à titre optionnel)
- Logement et habitat - Opération programmée d'amélioration de l'habitat (OPAH) (à titre optionnel)
- Services funéraires - Service extérieur de pompes funèbres (à titre facultatif)
- Voirie - Création, aménagement, entretien de la voirie (à titre optionnel)
- Autres - Prestations de services (études, mission ou gestion) pour le compte d'une ou plusieurs de ses communes dans les conditions fixées par une convention (à titre facultatif)

### Régime fiscal et budget
La communauté de communes était un établissement public de coopération intercommunale à fiscalité propre.
Afin de financer l'exercice de ses compétences, la communauté de communes percevait une fiscalité additionnelle aux impôts locaux des communes, sans fiscalité professionnelle de zone (FPZ ) et sans fiscalité professionnelle sur les éoliennes (FPE).
Elle collectait également la taxe d'enlèvement des ordures ménagères (TEOM), qui finance ce service public.